# Kerk van Sedlec
De kerk van Sedlec of voluit Maria-Tenhemelopneming en Johannes de Doperkerk (Tsjechisch: Kostel Nanebevzetí Panny Marie a svatého Jana Křtitele) staat samen met de historische binnenstad van Kutná Hora en de Sint-Barbarakerk op de werelderfgoedlijst van UNESCO. De gotische kerk in de wijk Sedlec werd eind 13e eeuw gebouwd.
Bedevaartskerk van St-Johannes van Nepomuk in Zelená Hora ·
Historish centrum van Český Krumlov ·
Tuinen en kasteel van Kroměříž ·
Historisch dorp Holašovice ·
Drievuldigheidszuil in Olomouc ·
Joodse wijk en Sint-Procopiusbasiliek in Třebíč ·
Kutná Hora: historisch stadscentrum met Sint-Barbarakerk en O.L.Vrouwekathedraal in Sedlec ·
Cultuurlandschap Lednice-Valtice ·
Kasteel van Litomyšl ·
Historisch centrum van Praag ·
Historisch centrum van Telč ·
Villa Tugendhat in Brno ·
Mijnstreek Erzgebirge/Krušnohoří ·
Landschap voor het fokken en het africhten van ceremoniële koetspaarden in Kladruby nad Labem ·
Historische kuuroorden van Europa (Františkovy Lázně, Karlovy Vary, Mariánské Lázně) ·
Oude en voorhistorische beukenbossen van de Karpaten en andere regio's van Europa
- Nationale Bibliotheek van Tsjechië: ko2007248191
- Virtual International Authority File: 155262843